# Recurvidris kemneri
Recurvidris kemneri är en myrart som först beskrevs av Wheeler 1954.  Recurvidris kemneri ingår i släktet Recurvidris och familjen myror. Inga underarter finns listade i Catalogue of Life.